# Tanophilus hondurasanus
Tanophilus hondurasanus är en mångfotingart som beskrevs av Chamberlin 1922. Tanophilus hondurasanus ingår i släktet Tanophilus och familjen Ballophilidae.
Artens utbredningsområde är Honduras. Inga underarter finns listade i Catalogue of Life.